# Sheka
Sheka è una delle zone amministrative in cui è suddivisa la Regione delle Nazioni, Nazionalità e Popoli del Sud in Etiopia.

## Woreda
La zona è composta da 5 woreda:
1. Anderacha
2. Masha
3. Masha town
4. Tepi
5. Yeki